# Gigantogryllacris marginipennis
Gigantogryllacris marginipennis är en insektsart som beskrevs av Heinrich Hugo Karny 1937. Gigantogryllacris marginipennis ingår i släktet Gigantogryllacris och familjen Gryllacrididae. Inga underarter finns listade i Catalogue of Life.